# ハウ・トゥー・サクシード
ハウ・トゥー・サクシード（原題: How to Succeed in Business Without Really Trying）は1961年初演のブロードウェイミュージカル。1950年代米国のサラリーマン社会を皮肉ったシェパード・ミードの著書をヒントに製作された。邦題『努力しないで出世する方法』。

## 概要
作詞・作曲はフランク・レッサー、台本はエイブ・バローズ他。バローズの演出により1961年10月、ブロードウェイの46丁目劇場で初演。以後1417回のロングランヒットを記録した。
1962年度のトニー賞最優秀ミュージカル作品賞、脚本賞、主演男優賞、助演男優賞、製作者賞、演出賞、指揮・音楽監督賞を受賞。同年度のピューリッツァー賞のドラマ部門でも受賞した。
1995年にはブロードウェイでマシュー・ブロデリック、メーガン・ムラリー等出演でリバイバル公演された。
2011年3月27日から、ブロードウェイのアル・ハーシュフェルド劇場にて、ダニエル・ラドクリフが主演で上演されている。

## ストーリー
しがないビルの清掃員であるフィンチは、ある日「努力しないで出世する方法」という本を読んだことから出世を強く意識するようになり、出世するなら大企業に入らなければならないという本の教えに従い、ワールドワイド・ウィケット社の郵便係に転職した。そこでの懸命な働きぶりに感心した郵便室長のトゥインブルは、自分の後任にフィンチを指名したが、彼は「会社の為を思って」と言ってその誘いを辞退し、社長の甥であるバドに郵便室長の座を譲る。実のところ、これも「郵便係は長く勤めるものではない」という本の教えによる行動だったが、彼の行動に感動した人事部長のブラッドの推薦で、企画推進部の部長代理の座を手に入れた。
その後もフィンチは本の教えに従い、話術や人脈を駆使して「努力」しトントン拍子に副社長にまで出世し、秘書のローズマリーとも恋仲になって全てが順調に進んでいた。しかし、彼が企画したTV番組で重大なアクシデントが発生し、責任を問われてクビを覚悟することになってしまった。フィンチの幸運もここで潰えてしまうのか？

## 主な登場人物
- フィンチ - ビルの窓拭き
- ローズマリー - ワールドワイド・ウィケット社の女子社員
- バド - ビグリー社長の甥で郵便係員
- ビグリー - ワールドワイド・ウィケット社の社長
- ブラッド - 人事部長
- トゥインブル - 郵便室長
- ミス・ジョーンズ - 社長秘書
- ギャッチ - 企画推進部長
- ウォンパー - ワールドワイド・ウィケット社の会長
- ヘディ・ラルー - 秘書で社長の愛人
- スミティ - 秘書でローズマリーの友人

## 映画化
1967年にはユナイテッド・アーティスツの製作で映画化されている。監督はデイヴィッド・スウィフトで、1961年の舞台初演時に主役を務めたロバート・モースが主演した。
日本では『努力しないで出世する方法』のタイトルで公開された。

## 日本での上演
1964年 - 初演
坂本九が主演で、新宿コマ劇場にて公演。タイトルは邦題の『努力しないで出世する方法』。
演出は松浦竹夫、訳は倉橋健、訳詩は睦正子・千家春子が担当。
1996年 - 宝塚歌劇花組公演
真矢みきが主演で、宝塚大劇場と東京宝塚劇場で公演。
ヒロインを務めた純名里沙のサヨナラ公演。
潤色・演出は酒井澄夫が担当。以降の宝塚版も担当。
2000年
高嶋政伸主演で、梅田コマ劇場で公演。
2007年
西川貴教主演で、東京芸術劇場中ホール、梅田芸術劇場メインホール、愛知厚生年金会館で公演。
タイトルは「ハウ・トゥ・サクシード〜努力しないで出世する方法」。
翻訳・演出は菅野こうめい。
設定を現代に合わせ、『努力しないで出世する方法』はハウツー本ではなく携帯電話のメールマガジンに、舞台となるワールド・ワイド・ウィケット社の業種はIT関連企業になっている。
2011年 - 宝塚歌劇団雪組公演
音月桂主演で、梅田芸術劇場メインホールで公演。
2020年
増田貴久主演で、東急シアターオーブ、オリックス劇場で公演。
2021年
2020年の公演の再演として、再び増田貴久主演で、東急シアターオーブ、オリックス劇場で公演。一部のキャストは2020年版から変更されている。
|                  | 1964年       | 1996年 花組 | 2000年       | 2007年     | 2011年 雪組 | 2020年       | 2021年       |
| ---------------- | ------------ | ----------- | ------------ | ---------- | ----------- | ------------ | ------------ |
| フィンチ         | 坂本九       | 真矢みき    | 高嶋政伸     | 西川貴教   | 音月桂      | 増田貴久     | 増田貴久     |
| ローズマリー     | 草笛光子     | 純名里沙    | 高嶺ふぶき   | 大塚ちひろ | 舞羽美海    | 笹本玲奈     | 唯月ふうか   |
| バド             | ジェリー藤尾 | 愛華みれ    | 黒田アーサー | 藤本隆宏   | 早霧せいな  | 松下優也     | 松下優也     |
| ビクリー         | 益田喜頓     | 星原美沙緒  | 綿引勝彦     | 団時朗     | 汝鳥伶      | 今井清隆     | 石川禅       |
| ブラット         | 南利明       | 香寿たつき  | ルー大柴     | 赤坂泰彦   | 未涼亜希    | 鈴木壮麻     | 黒須洋嗣     |
| トィンブル       | 小鹿敦       | 未沙のえる  | 小宮健吾     | 本間ひとし | 緒月遠麻    | ブラザートム | ブラザートム |
| ミス・ジョーンズ | 打吹美砂     | 美月亜優    | 松金よね子   | 浦嶋りんこ | 舞咲りん    | 春野寿美礼   | 春野寿美礼   |
| ウォンパー       | 立原博       | 海峡ひろき  | 植木等       | 本間ひとし | 緒月遠麻    | ブラザートム | ブラザートム |
| ヘディ・ラルー   | 浦島和歌子   | 詩乃優花    | 杉本彩       | 三浦理恵子 | 晴華みどり  | 雛形あきこ   | 雛形あきこ   |
| ギャッチ         | 安達国晴     | 海峡ひろき  | 志村要       | 田上ひろし | 沙央くらま  |              | 青山航士     |
| スミティ         | 喜浦節子     | 渚あき      | 真織由季     | 入絵加奈子 | 愛加あゆ    | 林愛夏       | 林愛夏       |
| 本の声           | フランキー堺 | 未沙のえる  | 野沢那智     | 軽部真一   | 未涼亜希    |              | 羽佐間道夫   |